# Брадичени (Горж)
Брадичени (рум. Brădiceni) насеље је у Румунији у округу Горж у општини Пештишани. Oпштина се налази на надморској висини од 223 m.

## Историја
Из места потиче поп Јов Поповић, некадашњи парох у Секачу, па калуђер од 1773. године у манастиру Шемљугу. Већ следеће 1774. године постао је намесник а 1775. године и игуман до његовог укидања 1777. године. Служио се Јов српским и влашким језиком.

## Становништво
Према подацима из 2002. године у насељу је живело 746 становника, од којих су сви румунске националности.